# Gunnar Olsson
Gunnar Olsson (født 10. juli 1904 i Oxelösund, død 16. september 1983) var en svensk skuespiller og filminstruktør. Han fik sin filmdebut i 1933 og instruerede sin første film i 1935. Olsson nåede i sin karriere at have over 50 filmroller, som blandt andet inkluderede Flickan från tredje raden (1949), Det syvende segl (1957), Ved vejs ende (1957) og Deadline (1971).
Gunnar Olsson var tilknyttet teateret Dramaten i Stockholm fra 1935 til 1938 og Stockholms stadsteater fra 1960 til 1964. Han ligger begravet på Norra begravningsplatsen i Solna kommun.

## Udvalgt filmografi
- Med sang og klang (1933)
- Måske en digter (1935)
- Piger på fabrik (1935)
- Karlsson ordner alt (1936)
- Vi to (1939, ukrediteret)
- Jøsses, sikke mange penge (1940, også instruktør)
- Den glade skrædder (1945, også instruktør)
- Flickan från tredje raden (1949)
- Regimentets glade drenge (1949)
- Sommerleg (1951)
- Forårslængsel (1954)
- Det syvende segl (1957)
- Gårdene omkring søen (1957)
- Ved vejs ende (1957, ukrediteret)
- Kvinden i leopard (1958)
- Tyvernes glade dage (1958)
- Teatermysteriet (1960, ukrediteret)
- Elskovsfeber (1962, ukrediteret)
- Hvad unge mænd har brug for (1966)
- Deadline (1971)
- Bröderna Malm (tv-serie, 1974)
- Gangsterfilmen (1974)